# Luelmo (kommunhuvudort)
Luelmo är en kommunhuvudort i Spanien.   Den ligger i provinsen Provincia de Zamora och regionen Kastilien och Leon, i den nordvästra delen av landet, 230 km nordväst om huvudstaden Madrid. Luelmo ligger 774 meter över havet och antalet invånare är 222.
Terrängen runt Luelmo är platt. Runt Luelmo är det mycket glesbefolkat, med 6 invånare per kvadratkilometer. Närmaste större samhälle är Bermillo de Sayago, 8,4 km söder om Luelmo. Trakten runt Luelmo består i huvudsak av gräsmarker.